# Lea Große
Lea Große (geborene Leja Lichter; * 12. Mai 1906 in Tschenstochau, Russisches Kaiserreich; † 10. Juni 1997 in Berlin) war eine jüdische, kommunistische Funktionärin und spätere Chefredakteurin des Deutschen Soldatensenders.

## Leben
Lea Große war zweites von vier Kindern der chassidischen Juden Shimshon Lichter und Channa Lichter geb. Kott. Vor den Judenpogromen emigrierten ihre Eltern. Sie wohnten zunächst in Leipzig, wurden bei Beginn des Ersten Weltkriegs aber nach Chemnitz überführt und zivilinterniert. Ab 1922 bekam sie Gymnastik- und Ballettunterricht und wurde später zur orthopädischen Gymnastiklehrerin ausgebildet.
Im Jahr 1927 trat Lea Große dem KJVD und 1929 der KPD bei. Aufgrund ihrer politischen Gesinnung verstieß sie ihr strenggläubiger Vater. 1929 wurde sie erstmals verhaftet und anschließend aus Deutschland ausgewiesen. Daraufhin emigrierte sie in die Sowjetunion. Dort war sie 1930 bis 1932 Mitarbeiterin der Kommunistischen Jugendinternationale und des EKKI in Moskau und erfüllte Parteiaufträge unter anderem in Deutschland und Frankreich.
1933 kehrte sie nach Deutschland zurück und arbeitete illegal als Instrukteurin in Berlin, Holland, Belgien und Frankreich. Nach einer erneuten Verhaftung im Jahr 1934 kam sie 19 Monate in Haft. Auch wegen ihrer persönlichen sowie auch politischen Bindung zu Fritz Große verurteilte der Volksgerichtshof sie 1936 zu vier Jahren und acht Monaten Zuchthaus in Jauer. 1938 wurde sie als polnische Staatsangehörige in der „Polenaktion“ nach Polen abgeschoben. Nach dem deutschen Einmarsch floh sie im September 1939 in die Sowjetunion. Dort war sie 1941 Redakteurin am Sender Sturmvogel und wurde 1944 Sendeleiterin am Sender „Freies Deutschland“.
1945 kehrte sie nach Deutschland zurück. Fritz Große heiratete sie 1946. Lea Große hatte zwei Kinder, eine Tochter und mit Fritz Große einen Sohn. 1946 wurde sie Mitglied der SED und Redakteurin am MDR-Landessender Sachsen. Von 1953 bis 1955 war sie Kaderleiterin des DEFA-Spielfilmstudios.
Nach dem Tode ihres Mannes 1957 verlebte sie einen Großteil der Nachkriegszeit in Berlin-Pankow. 1960 wechselte sie von der DEFA zum „Deutschen Soldatensender 935“. Dort arbeitete sie bis 1971 als Chefredakteurin. Später arbeitete sie als Dramaturgin und freie Journalistin.
Sie trat 1991 in die Jüdische Gemeinde ein. Lea Große wurde auf dem Jüdischen Friedhof in Berlin-Weißensee beigesetzt.

## Auszeichnungen und Ehrungen
- 1946: Medaille „Für heldenmütige Arbeit im Großen Vaterländischen Krieg 1941–1945“
- 1964: Verdienstmedaille der NVA
- 1976: Vaterländischer Verdienstorden in Gold
- 1981: Ehrenspange zum Vaterländischen Verdienstorden
- 1985 Medaille „40. Jahrestag des Sieges im Großen Vaterländischen Krieg 1941–1945“[1]
- 1986: Karl-Marx-Orden

## Werke
- Fritz, der Rotgardist. Neues Leben, Berlin 1971.
- Eine Inventur. Militärverlag der Deutschen Demokratischen Republik, Berlin 1982.
- Itog Schisni: memuary. Woennoe, Moskwa 1986 (russisch).
- Windeln und Hochöfen. In: Martin Reso (Hrsg.): Kumpel und Minister. Erinnerungen an Fritz Selbmann. Mitteldeutscher Verlag, Halle / Leipzig 1979, S. 42ff.